# Krazy
"Krazy"는 어쿠스토니카 프로젝트 그룹 모노토닉의 첫 번째 싱글 음반이다. 모노토닉 멤버 둘 모두 공동으로 작사, 작곡, 편곡에 참여했다.
어쿠스틱 장르와 일렉트로니카 장르가 적절히 교합된 곡으로, 앨범이 발매되기 전에 KBS 측에서 먼저 자사의 프로그램인 《미녀들의 수다》의 주제곡으로 쓸 것을 요청하였고, 65회 방송부터 86회 방송까지 오프닝에서 사용되었다. 또한 이 곡의 뮤직비디오도 별다른 이야기 없이 〈미녀들의 수다〉 촬영 준비를 하는 패널들의 모습을 담았다.
여성 R&B 그룹인 가비엔제이의 멤버 시현이 보컬을 맡았고 DJ Wreckx가 디제잉에 참여했다.

## 곡 목록

### Download single
1. "Krazy" (featuring Lil Jon) - 3:48

### Download single (Spanish version)
1. "Krazy" (Spanish version) (featuring Lil Jon) - 3:48